# Джиханер, Ильхан
Ильхан Джиханер (род. 23 февраля 1968, Кагызман) — турецкий прокурор и политик. Член парламента от Республиканской народной партии. С 2007 года занимал должность главного прокурора Эрзиджана, в 2011 году ушёл с поста, чтобы баллотироваться в парламент. Фигурант дела «Эргенекон». Ведёт колонку в газете «soL».

## Биография
В 2007 году Джиханер был назначен главным прокурором Эрзинджана. Занимался расследованием деятельности религиозной группы Исмаил-Ага, причиной начала расследования послужили сообщения о том, что эта религиозная группа распространяет незаконные курсы Корана и запрещает девочкам посещать учебные заведения. Первоначальное расследование не дало результата, но расследование со стороны жандармерии и национальной разведки выявило финансовые нарушения. После этого Джиханер добился разрешения на прослушку телефонных разговоров людей, связанных с «Исмаил-Ага». В список этих людей вошли ряд министров и занимавший на тот момент пост премьер-министра Реджеп Эрдоган. Прослушивание осуществлялось в 2007—2009 годах. В феврале 2009 года по указанию Джиханера были арестованы девять подозреваемых, после их допроса был составлен список потенциальных подозреваемых, включавший 235 человек. В этот список вошли ряд министров, а также мэр Стамбула Кадир Топбаш. После этого Джиханеру лично позвонил вице-премьер Джемиль Чичек и потребовал прекратить расследование, Джиханер отказался. Через несколько месяцев расследование деятельности «Исмаил-Ага» было передано другому прокурору.
В феврале 2010 года Ильхан Джиханер был арестован по обвинению в том, что он является членом организации «Эргенекон», предположительно готовившей в Турции государственный переворот. В августе 2010 года Джиханер был освобождён. В ноябре того же года занял должность прокурора в Адане.
В 2011 году Джиханер был избран в парламент от Республиканской народной партии.